# Kulunda
Kulunda (in russo Кулунда) è un villaggio (selo) del territorio dell'Altaj (Russia) con 14.527 abitanti (censimento del 14 ottobre 2010).

## Geografia
Il villaggio si trova nella parte occidentale della steppa di Kulunda, nel settore sud-orientale del bassopiano della Siberia Occidentale. Si trova circa 350 km ad ovest della capitale regionale Barnaul, ad appena 20 km dal confine con il Kazakistan.
Kulunda è il centro amministrativo del rajon omonimo.

## Storia
La località è stata fondata nel 1917 in connessione con il popolamento e la bonifica della steppa di Kulunda.
Un ramo ferroviario che dalla stazione di Tatarsk si diparte dalla Transiberiana, la cui costruzione venne iniziata nel 1914 e completata nel 1917 a Slavgorod, fu allungato di altri 56 km fino a raggiungere Kulunda nel 1924. Nello stesso anno la ferrovia proseguì fino a Pavlodar (oggi in Kazakistan), ad ovest. Questa tratta, con l'apertura del collegamento Barnaul - Kulunda nel 1953, è divenuta parte della ferrovia siberiana meridionale, che corre parallela alla Transiberiana, e Kulunda è divenuta un nodo ferroviario.
Alla città venne attribuito lo status di insediamento di tipo urbano (prima del 1959), ma lo ha perso nel 1992.

### Evoluzione demografica
Fonte: Risultati del Censimento Russo del 2010. Volume 1. Numero e distribuzione della popolazione.
- 1959: 14.101
- 1970: 15.264
- 1979: 14.853
- 1989: 16.478
- 2002: 15.466
- 2010: 14.527